# Montansier (pâtisserie)
 (février 2023).
 (février 2023).
Pour les articles homonymes, voir Montansier.
Le montansier est un gâteau composé d'une dacquoise au chocolat et d'une crème à la pistache.